# Kiara Fontanesi
Kiara Fontanesi   (Parma, 10 de març de 1994) és una pilot professional de motocròs italiana que ha guanyat sis campionats del món femenins (WMX) entre el 2012 i el 2018, a més de sis Campionats d'Itàlia femenins. Des del 2016 forma part del Gruppo Sportivo Fiamme Oro italià.

## Carrera esportiva
El 2007 va guanyar el Loretta Lynn's Amateur Championship als Estats Units. El 2008 va guanyar la Coppa Italia de motocròs femení i el 2009 va debutar al campionat del món femení. A només 15 anys, va aconseguir el segon lloc en una cursa del campionat i va acabar el mundial en novena posició final. El 2010 va tornar a guanyar el campionat d'Itàlia, amb victòria a totes les curses, i va quedar quarta al campionat del món. El 2011 va guanyar el seu tercer títol italià i va ser subcampiona del món. També va guanyar el Supercross femení de Ginebra.
El 2012 va esdevenir la primera italiana a guanyar el mundial femení després d'haver-ne guanyat cinc Grans Premis i deu mànegues. Aquell any mateix va guanyar el seu quart campionat d'Itàlia i va participar en la darrera prova del campionat AMA de motocròs en categoria femenina (WMX), on guanyà les dues mànegues.
El setembre de 2013, després d'haver obtingut quatre victòries als cinc Grans Premis disputats, va guanyar el mundial femení per segona vegada. Al desembre va obtenir la victòria a la categoria femenina del Supercross de Ginebra.
El 2014 va guanyar el seu tercer títol mundial i a finals de temporada, formant equip amb Francesca Nocera, va guanyar la categoria femenina del Motocròs de les Nacions Europees (WMXoEN) a Pacov, Txèquia. A finals d'any va debutar en curses de velocitat tot participant al Trofeo Motodiserie en la categoria 600. El 2015 va ser campiona del món de motocròs femení per quarta vegada i va esdevenir la primera dona a aconseguir quatre victòries consecutives en aquest campionat. A l'octubre va guanyar per segona vegada consecutiva el WMXoEN, de nou formant equip amb Francesca Nocera, a Pietramurata di Dro.
El 2016 va acabar quarta al mundial, amb una victòria en Gran Premi (concretament, al d'Itàlia) i va guanyar el campionat d'Itàlia per quarta vegada, amb vuit victòries de les vuit curses disputades.
El 2017 va guanyar el seu cinquè títol mundial a l'última cursa amb només un punt d'avantatge sobre Livia Lancelot i 2 punts sobre Courtney Duncan i Nancy van de Ven. El setembre del 2018, al Gran Premi celebrat a Imola, va esdevenir campiona del món per sisena vegada, amb un avantatge de vuit punts sobre Nancy van de Ven. Aquell any, a més, va guanyar per tercera vegada el Motocròs de les Nacions Europees.
El 2019, Kiara Fontanesi va ser mare i uns mesos després, durant el mundial del 2020, va guanyar el Gran Premi dels Països Baixos.

## Vida privada
El 2014 va canviar legalment el seu nom, Chiara, a "Kiara". Des de l'estiu de 2015 fins al gener del 2017 va mantenir una relació sentimental amb el pilot de MotoGP català Maverick Viñales. Durant el 2017 n'inicià una altra amb l'antic pilot de MotoGP anglès Scott Redding i actualment en té una amb el boxejador italià Devin Parenti. El 2019 va tenir una filla, Skyler, amb Parenti i el 2022 en va tenir una altra, Alaska.

## Televisió
El 2013 va ser la protagonista d'un reality show titulat Miss Cross, juntament amb la model i ballarina Eleonora Rossi. Durant el programa, l'una provava de viure la vida de l'altra i viceversa. El primer episodi es va emetre a l'Automoto TV el 15 de febrer de 2013.

## Palmarès
A 20 de setembre de 2023

### Títols per any
| Any  | Equip   | Campionat                 |
| ---- | ------- | ------------------------- |
| 2010 | Yamaha  | Campionat d'Itàlia femení |
| 2011 | Yamaha  | Campionat d'Itàlia femení |
| 2012 | Yamaha  | WMX                       |
| 2012 | Yamaha  | Campionat d'Itàlia femení |
| 2013 | Yamaha  | WMX                       |
| 2014 | Yamaha  | WMX                       |
| 2014 | Yamaha  | WMXoEN                    |
| 2015 | Yamaha  | WMX                       |
| 2015 | Yamaha  | WMXoEN                    |
| 2016 | Honda   | Campionat d'Itàlia femení |
| 2017 | Yamaha  | WMX                       |
| 2017 | Yamaha  | Campionat d'Itàlia femení |
| 2018 | Yamaha  | WMX                       |
| 2018 | Yamaha  | WMXoEN                    |
|      |         |                           |
| 2021 | Gas Gas | Campionat d'Itàlia femení |

### Resum
- 6 Campionats del món de motocròs femení (WMX)
- 6 Campionats d'Itàlia de motocròs femení
- 3 victòries al Motocròs de les Nacions Europees en categoria femenina (WMXoEN)

### Resultats al mundial de motocròs femení
Font:
| Any  | Motocicleta | Posició |
| ---- | ----------- | ------- |
| 2009 | Yamaha      | 9a      |
| 2010 | Yamaha      | 4a      |
| 2011 | Yamaha      | 2a      |
| 2012 | Yamaha      | 1a      |
| 2013 | Yamaha      | 1a      |
| 2014 | Yamaha      | 1a      |
| 2015 | Yamaha      | 1a      |
| 2016 | Honda       | 4a      |
| 2017 | Yamaha      | 1a      |
| 2018 | Yamaha      | 1a      |
| 2019 | Yamaha      | -       |
| 2020 | KTM         | 4a      |
| 2021 | Gas Gas     | 3a      |
| 2022 | Gas Gas     | -       |
| 2023 | Gas Gas     | 6a      |

## Reconeixements
Fontanesi ha rebut nombrosos reconeixements. Va ser nominada Atleta de l'Any 2012, un reconeixement lliurat per la Gazzetta di Parma juntament amb la Unione Nazionale Veterani dello Sport i atorgat per un jurat de 100 persones. Els anys 2013 i 2014 va rebre el Caschi d'Oro, un premi lliurat per la revista Motosprint i el Corriere dello Sport.
Al llarg de la seva carrera ha rebut tres Collare d'Oro al Merito Sportivo, concretament, els anys 2016, 2017 i 2018.